# Kourosh Yaghmaei
Kourosh Yaghmaei (em persa: کورش یغمایی; também escrito como Kourosh Yaghmaee; Shahrud, 3 de dezembro de 1946) é um cantor, compositor e produtor musical iraniano, considerado um dos maiores expoentes do rock psicodélico persa e frequentemente chamado de "Padrinho do rock psicodélico iraniano" ou "Rei do rock". Iniciou sua carreira nos anos 1970, combinando poesia persa clássica com influências ocidentais, especialmente de bandas como Led Zeppelin e Pink Floyd. Seu primeiro single, "Gol-e Yakh" (1973), vendeu mais de 5 milhões de cópias no Irã, consolidando sua fama. Após a Revolução Iraniana de 1979, sua música foi banida no país, mas sua obra, incluindo sucessos como "Havar Havar", "Leila" e "Paiz", permaneceu popular entre a diáspora iraniana. Em 2011, ganhou reconhecimento internacional com o álbum Back from the Brink: Pre-Revolution Psychedelic Rock from Iran: 1973–1979, lançado pela Now-Again Records. A revista Vogue o descreveu como um "cantor psicodélico, estiloso, de bigode e funky".

## Biografia

### Infância e formação
Kourosh Yaghmaei nasceu em 3 de dezembro de 1946 no distrito central de Shahrud, província de Semnan, Irã, em uma família abastada. Seu nome, Kourosh (do persa antigo: 𐎤𐎢𐎽𐎢𐏁 Kūrauš), é um nome masculino comum no Irã, compartilhado com o imperador persa Ciro, o Grande. Ele é o segundo mais velho entre quatro irmãos—Keyvan, Kamran e Kambiz—também músicos de rock. Seu avô era proprietário de terras, e um de seus antepassados distantes foi um poeta popular iraniano. A família mudou-se mais tarde para Teerã, onde Yaghmaei estudou na Universidade Shahid Beheshti.
Yaghmaei começou a tocar música aos dez anos, quando ganhou um santur (um instrumento tradicional persa) de seu pai. Sem professor, aprendeu sozinho a tocar música iraniana clássica durante anos. Aos quinze, adquiriu seu primeiro instrumento próprio—um violão elétrico—e passou a se dedicar ao estudo autodidata do instrumento, desenvolvendo interesse pela música ocidental. Essa transição marcaria o início de sua carreira, fundindo influências tradicionais persas com o rock psicodélico ocidental.

### Carreira musical
Nos anos 1960, Yaghmaei formou sua primeira banda, The Raptures, com amigos, tocando versões de artistas como The Ventures, The Kinks, The Beatles e The Monkees. A formação de 1967 incluía Yaghmaei (vocal e guitarra), Bahram Saeedi (guitarra), Kamran Khasheh (órgão), Jahangir (baixo) e Viguen (bateria). Posteriormente, ele integrou outra banda, Rebels, cujos membros mais tarde se destacariam na cena do rock iraniano. No início dos anos 1970, Yaghmaei montou uma banda solo com seus irmãos Kamran e Kambiz, mesclando melodias tradicionais iranianas com harmonias ocidentais.
Em 1973, enquanto estudava na Universidade Shahid Beheshti, Yaghmaei lançou seu primeiro single, "Gol-e Yakh", com letra do poeta Mahdi Akhavan Langeroudi. A música ultrapassou as fronteiras do Irã, tornando-se um sucesso internacional e sendo adaptada para outros idiomas. No mesmo ano, ele lançou seu álbum de estreia, Gol-e Yakh, pela gravadora Now-Again Records. Entre 1973 e 1975, lançou quatro singles pela Ahange Rooz, incluindo clássicos como "Leila" e "Paiz", mas recebeu royalties modestos apesar das altas vendas. Antes da Revolução Islâmica, gravou 24 músicas, reunidas em dois álbuns importantes: Hajm-e Khali (1975) e Sārāb-e Toe (1977).
Após a Revolução Islâmica de 1979, o novo governo baniu sua música, impedindo-o de lançar discos ou se apresentar. Yaghmaei gravou três álbuns clandestinos (Sol-e 1, Sol-e 2 e Sol-e 3), mas sua carreira foi severamente impactada. Nos anos 1980, dedicou-se a projetos infantis e, em 1987, lançou Diar, um álbum instrumental sem guitarra ou bateria, conforme as restrições governamentais. Nos anos 1990, obteve permissão limitada para lançar discos, como Gorg haye Ghorosneh (1990) e Sib-e Noghreii (1994), mas ainda enfrentava censura—como a proibição de sua foto na capa.
Nos anos 2000, lançou Arayesh-E Khorshid (2000) e Tofang-e daste Noghre (2001), seu último álbum autorizado no Irã. Seu projeto Malek Jamshid (2003-2006) foi banido após 12 anos de tentativas de aprovação, sendo finalmente lançado nos EUA em 2016. Em 2011, sua compilação Back from the Brink: Pre-Revolution Psychedelic Rock from Iran: 1973–1979 trouxe seu trabalho à atenção global, reafirmando seu legado como pioneiro do rock psicodélico iraniano.

### Vida pessoal
Yaghmaei tem dois filhos, Kaveh Yaghmaei, também músico que mora em Vancouver, Canadá; e Kamil Yaghmaei. Ele tem uma filha chamada Satgin Yaghmaei. Devido à forte censura de seus discos no Irã, Kourosh agora administra uma escola particular de música e um estúdio em Teerã.

## Estilo musical
Kourosh Yaghmaei desenvolveu um estilo único de rock psicodélico e blues-rock iraniano, introduzindo inovações que revolucionaram a cena musical do país. Diferente da tradição do rock ocidental, ele frequentemente utilizava o teclado como base rítmica em vez da guitarra, criando camadas sonoras ricas em sintetizadores analógicos, riffs de blues e arranjos de cordas. Suas composições, que muitas vezes ultrapassam 6 a 8 minutos de duração, incorporam elementos progressivos e uma atmosfera melancólica profundamente emotiva. O escritor iraniano Ebrahim Nabavi afirmou que "Yaghmaei teve um impacto profundo no rock psicodélico no Irã", sendo amplamente reconhecido como o "pai do rock iraniano" por sua influência duradoura. O compositor britânico-iraniano Ashkan Kooshanejad destacou: "Ele foi um dos poucos que soube fazer a fusão entre música ocidental e oriental da maneira certa."

## Discografia

### Álbuns de estúdio
- Gol-e Yakh (1973)
- Hajm-e Khali (1975)
- Sarab-e To (1977)
- Diar (1987)
- Gorg haye Ghorosneh (1990)
- Sib-e Noghreii (The Silver Apple) (1994)
- Mah va Palang (1996)
- Parandeye Mohajer (1996)
- Kabous (Nightmare) (1997)
- Arayesh-E Khorshid (2000)
- Tofang-e daste Noghre (2001)
- Malek Jamshid (2016)
- Rebel (2024)

### Álbuns ao vivo
- Sol-e 1 (1979)
- Sol-e 2 (1980)